# Johann Michael Surgant
Johann Michael Surgant (* unbekanntes Datum in Mainz; † unbekannt) war deutscher Arzt, Assessor der medizinischen Fakultäten in Wien und Basel sowie Mitglied der Gelehrtenakademie „Leopoldina“.

## Leben
Johann Michael Surgant war Respondent der Universität Basel. Er war Physicus in München, anschließend in der Mark Baden sowie später Militärarzt verschiedener Fürsten. Er wurde zum Assessor der medizinischen Fakultäten in Wien und Basel berufen.
Am 19. September 1697 wurde Johann Michael Surgant mit dem Beinamen Cleophantus als Mitglied (Matrikel-Nr. 228) in die Sacri Romani Imperii Academia Caesareo-Leopoldina Naturae Curiosorum aufgenommen. Er gehörte der Sektion Mathematik an.

## Einladung zum Doktorexamen
- Nicolaus Eglinger: Einladung zum Doktorexamen von J. M. Surgant aus Mainz, B. Rentz aus Ulm u. E. C. Maler aus Emmendingen, 25. Okt. 1692: Basileae, Typis Jacobi Bertschii. (Quisquis Vastissimum Medicinae Pelagus ... : Dn. Joh. Michael Surgant, Dn. Benedictus Rentz, Dn. Ernestus Christianus Maler / Nicolaus Eglingerus ... Publice Disserentes Sub Grata Talionis Lege Quanto Potest Opere Invitat, Rectore Wetstenio, Decano Joh. Jacobo Hardero.) Digitalisat

## Werk
- Disputatio inauguralis medica De arthritide vaga / quam ... pro summis in chirurgia ut et medicina honoribus & privilegiis doctoralibus legitime obtinendis, publice ventilandam proponit Iohan. Michael Surgant, Moguntinus. Ad diem ... Octobris, an. M. DC. XCII. Horis solitis. Digitalisat